# Passo di Tartano
Il passo di Tartano, alto 2.108 metri, divide il comune di Valleve, in alta valle Brembana, dal comune di Tartano, nella Val Tartano, diramazione sud della Valtellina.
Il sentiero per raggiungere il passo dalla val Brembana parte dalla baita del Camoscio, a San Simone (frazione di Valleve - BG). Ha soli 400 metri di dislivello, ed è quindi facilmente accessibile. Si parte dalla baita prendendo la carrabile in direzione est, e prosegue costeggiando a livello pressoché costante e a semicerchio i piedi delle Cime di Lemma. A 1 chilometro circa dalla partenza la carrozzabile diventa un sentiero.
Passati i piedi delle Cime di Lemma il sentiero comincia a salire e, dopo aver attraversato un pascolo di bovini, si sale a tornantini fino al passo.
Tutti i 16 di agosto vi si svolge l'incontro tra le comunità di Valleve (BG) e quella di Tartano (SO), durante la quale si svolge una messa che inizia solitamente verso le 11. Al termine della messa è organizzato un pic-nic al sacco. La comunità di Valleve inoltre organizza sul posto una grigliata dove è possibile acquistare da mangiare e da bere.
Ai piedi della croce in ferro, eretta nel 1961, una targa in metallo ricorda che l'incontro tra i Valligiani di Tartano e quelli di Valleve non ha potuto avere luogo nell'anno 1987 a causa dell'alluvione.
Dal passo di Tartano partono sentieri che offrono panorami suggestivi, che si dirigono verso le Cime di Lemma, i Laghi di Porcile, il passo di Porcile, il Monte Cadelle e il passo Dordona.
Al passo di Tartano, come al passo Dordona, durante la prima guerra mondiale furono scavate delle trincee, che furono utilizzate solo per esercitare le truppe. Infatti la guerra non arrivò a toccare direttamente le Orobie, ma si fermò sull'Adamello.